# Yannick Cham
Pour les articles homonymes, voir Cham.
Yannick Cham, né le 3 septembre 1985 à Basse-Terre (Guadeloupe), est un handballeur français.
Cham débute comme arrière gauche au Aurillac HCA avec qui il monte jusqu'en première division en 2008. Après deux saisons dans l'élite, il rejoint Toulouse où son temps de jeu diminue au fil de ses trois années. Non-conservé, il descend de deux échelons et signe au ROC Aveyron HB en Nationale 1. Il marque alors beaucoup et dépasse les 300 buts en deux saisons. Durant cette période, il passe progressivement ailier gauche. En 2016, il reste au même niveau et rejoint le CO Vernouillet où son efficacité se maintient et lui offre de la visibilité. Il signe au bout d'un an chez le voisin chartrain, relégué en D2 et ayant l'ambition de remonter en D1. En 2019, après trois années, il retrouve le plus haut niveau français avec le CCMHB.
Yannick Cham est un fort gabarit pouvant jouer arrière et ailier gauche. Sa polyvalence et son état d'esprit sont loués par ses entraîneurs.

## Biographie

### Enfance et formation
Yannick Cham naît à Basse-Terre (Guadeloupe). Ses deux parents jouent au handball et Yannick se met à ce sport ainsi que ses frères et sœurs.
Il quitte directement son île pour s'engager avec le club d'Aurillac.

### Jusqu'en D1 avec Aurillac (jusqu'en 2010)
Au terme de la saison 2007-2008, Aurillac accède en première division. Cham est conservé dans l'effectif.
Son premier exercice dans l'élite est encourageant avec 77 buts marqués en 26 matchs. L'équipe obtient la dixième place et se maintient dans l'élite.
En 2009-2010, Cham inscrit 71 réalisations en 26 rencontres. À la fin du championnat, le club est placé en liquidation judiciaire et les joueurs sont libérés de leur contrat.

### Trois saisons à Toulouse (2010-2013)
À l'été 2010, Yannick doit trouver un nouveau club et s'engage tardivement avec le Toulouse Handball où li retrouve Raphaël Geslan, son ex-entraîneur à Aurillac.
Le 12 décembre 2010, lors d'un match avec Toulouse à Tremblay, Cham réalise son record de buts marqués lors d'un match de D1 avec huit réalisations. Sa performance permet à l'équipe de revenir au score à la pause (14-14) mais n'évite pas la défaite (29-25). Les Toulousains terminent neuvième en championnat mais se hisse jusqu'en demi-finale de Coupe de France. Cham égale sa dernière saison à Aurillac avec 71 buts en 26 matchs de D1.
Le 2 décembre 2011, Yannick est proche d'égaliser sa meilleure performance en D1 d'un an plus tôt, avec sept buts inscrits en huit tentatives lors de la victoire à domicile face à Cesson (34-27). Sixième au classement final, Cham et son équipe ne réalise pas de performance en coupes nationales. L'arrière gauche voit son temps de jeu réduire. Même s'il joue les 26 rencontres, il ne marque que 39 réalisations.
Au terme de la saison 2012-2013, et la dixième place de D1 obtenue, le Fenix Toulouse ne prolonge pas le contrat de Cham auteur de 23 buts en autant de rencontres.

### Passage en Nationale 1 (2013-2016)
À l'été 2013, Cham rejoint le ROC Aveyron handball en Nationale 1. Durant deux saisons, il est un joueur majeur de l'équipe.
L'année 2014-2015 le voit inscrire presque huit buts par match, faisant de lui le deuxième meilleur marqueur de la poule 1 et le quatrième des trois groupes de N1. Il est alors élu meilleur arrière gauche du championnat. En deux saisons avec Rodez, il est l'auteur de plus de 300 buts.
Pour la saison 2015-2016, alors annoncé dans des clubs de ProD2 voire de l’élite, Cham rejoint le CO Vernouillet en Nationale 1 et s'engage pour deux ans. Avec près de sept buts par match, Cham figure à nouveau parmi les meilleurs buteurs de N1 dès sa première année avec une moyenne de 7,2 buts par rencontre.

### Retour au premier plan avec Chartres (depuis 2016)
Fin mars 2016, après trois ans en N1, sa signature au Chartres Métropole Handball 28 (ProD2) à partir de l'exercice suivant est officialisée. Au CMHB28, relégué de première division, il s'engage pour deux saisons et retrouve l'entraîneur Jérémy Roussel, connu à Aurillac,.
Pour l'exercice 2016-2017, Yannick est en concurrence avec l'Espagnol Eduardo Reig-Guillen et l'espoir Gaël Tribillon. L'équipe fait une saison régulière assez décevante (5e place avec 8 défaites et 4 nuls) mais réalise de bons play-offs, étant la seule équipe à remporter trois matches. En finale, Chartres perd au but à l'extérieur face à Massy. En fin de saison, les deux adversaires de Cham au poste d'arrière gauche quittent le club.
En début de saison 2017-2018, Yannick Cham apporte sa contribution offensive à Chartres (5 buts en 4 matches), souvent en contre sur le côté gauche. Mais c'est surtout en défense qu'il se met en évidence. Il est l'un des trois piliers, avec Zacharia N'Diaye et Sergey Kudinov, de l'axe central chartrain, alors meilleure défense de Proligue. 
À l'aile, il doit lutter avec l'international japonais Rémi Feutrier pour du temps de jeu. La saison est un échec : après la seconde place obtenue, le club est éliminé en demi-finale de play-off.
Durant l'exercice 2018-2019, Yannick Cham prolonge son contrat à Chartres. L'équipe surclasse la Proligue et s'adjuge la première place à deux journées du terme. Déjà promu grâce à sa première place, le groupe remporte aussi les play-offs.

## Style de jeu

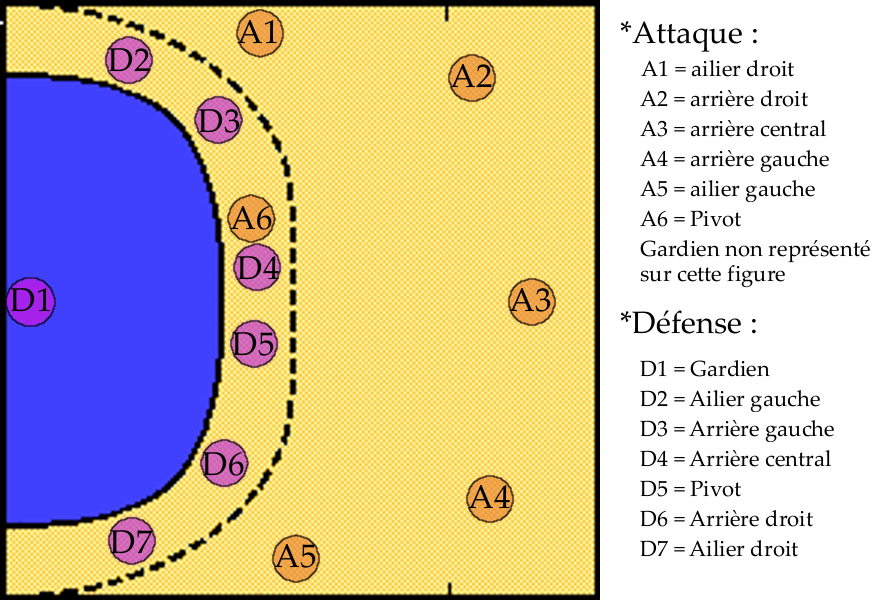
Sur ce schéma, Cham peut évoluer aux postes A4 et A5 en attaque, D2 et D3 en défense.

Former en tant qu'arrière, Yannick Cham passe progressivement ailier durant sa carrière. Il garde pour autant un rôle défensif dans ses différentes équipes. En tant que droitier, il évolue sur le côté gauche.
À son arrivée au CO Vernouillet en 2015, l'entraîneur Franck Arbonville déclare : « C'est un garçon sérieux et investi. Il est polyvalent et peut aussi bien jouer arrière gauche qu'arrière droit ». Un an plus tard, ses qualités offensives vues en Nationale 1 plaisent à son ex-entraîneur à Aurillac qui le recrute à Chartres. Jérémy Roussel ajoute : « Ses qualités athlétiques et physiques font de lui un joueur polyvalent, capable de jouer sur plusieurs postes, que ce soit en défense ou en attaque »,.
Au début de la saison 2017-2018, Roussel utilise Cham en défense. Ce dernier auteur d'un bon début de championnat, l'entraîneur déclare : « « Yannick a toujours été très utile à ce poste. Il est très mobile et sent bien les coups. Avoir un ailier qui défend comme ça, c'est un atout pour organiser les montées de balle ». Yannick est en effet un des rares joueurs de couloir à avoir un aussi fort gabarit (1,92 m pour 93 kg), et donc à pouvoir résister physiquement à des arrières ou pivots. Ses capacités et son état d'esprit sont aussi responsables de son efficacité défensive. Cham déclare en octobre 2017 : « Défendre, j'adore ça ! J'ai appris très tôt que si on était costaud derrière, on pouvait se rendre les matches faciles ».
Mais Cham ne se voit pas comme un défenseur exclusif. « Je ne suis pas encore prêt à me consacrer exclusivement à la défense. J'aime aussi attaquer, toucher le ballon ». Pour Jérémy Roussel, il s'agit là de sa marge de progression fin 2017 : « Ça me plairait qu'il soit aussi entreprenant et agressif qu'en défense ».

## Statistiques
Passé par Aurillac et Toulouse, Yannick Cham dispute cinq saisons en Championnat de France au début de sa carrière et y inscrit 282 buts en 128 matchs,. En deux saisons en Nationale 1 avec Rodez, il inscrit plus de 300 buts. En 2019, il remonte dans l'élite avec Chartres.
| Saison                | Club                  | Championnat           | Championnat | Championnat | Coupe(s) nationale(s) | Coupe(s) nationale(s) | Total | Total |
| Saison                | Club                  | Division              | M.          | B.          | M.                    | B.                    | M.    | B.    |
| 2007-2008             | Aurillac HCA          | D2                    |             |             |                       |                       | 0     | 0     |
| 2008-2009             | Aurillac HCA          | D1                    | 26          | 77          |                       |                       | 26    | 77    |
| 2009-2010             | Aurillac HCA          | D1                    | 26          | 71          |                       |                       | 26    | 71    |
| Sous-total            | Sous-total            | Sous-total            | 52          | 148         |                       |                       | 52    | 148   |
| 2010-2011             | Toulouse Handball     | D1                    | 26          | 71          |                       |                       | 26    | 71    |
| 2011-2012             | Fenix Toulouse        | D1                    | 26          | 39          |                       |                       | 26    | 39    |
| 2012-2013             | Fenix Toulouse        | D1                    | 23          | 23          |                       |                       | 23    | 23    |
| Sous-total            | Sous-total            | Sous-total            | 75          | 133         |                       |                       | 75    | 133   |
| 2013-2014             | ROC Aveyron HB        | N1                    |             |             |                       |                       | 0     | 0     |
| 2014-2015             | ROC Aveyron HB        | N1                    |             |             |                       |                       | 0     | 0     |
| Sous-total            | Sous-total            | Sous-total            |             |             |                       |                       | 0     | 300+  |
| 2015-2016             | CO Vernouillet        | N1                    |             |             |                       |                       | 0     | 0     |
| Sous-total            | Sous-total            | Sous-total            |             |             |                       |                       | 0     | 0     |
| 2016-2017             | Chartres MHB28        | D2                    | 30          | 64          |                       |                       | 30    | 64    |
| 2017-2018             | Chartres MHB28        | D2                    | 28          | 61          |                       |                       | 28    | 61    |
| 2018-2019             | C' Chartres MHB       | D2                    | 27          | 56          |                       |                       | 27    | 56    |
| 2019-2020             | C' Chartres MHB       | D1                    |             |             |                       |                       | 0     | 0     |
| Sous-total            | Sous-total            | Sous-total            | 85          | 181         |                       |                       | 85    | 181   |
| Total sur la carrière | Total sur la carrière | Total sur la carrière | 127         | 281         |                       |                       | 127   | 281   |

## Palmarès
- Championnat de France D2 (1)
  - Champion : 2019 avec Chartres
  - Vice-champion : 2008 avec Aurillac
  - Finaliste des play-off : 2017 avec Chartres